# Oceanic-Creations
Oceanic-Creations AB är ett svenskt företag grundat 1986 baserat på den så kallade Oceanic-Creations Composite Technology (OCCT), en speciell process för tillverkning av ett byggnadsmaterial av kolfiber. Företaget har en tillverkningsanläggning i Varna i Bulgarien. Media har rapporterat om ett flytande, pyramidformat Hotel Maya som är under byggnad där för att invigas i Cancún i Mexiko. Det flytande hotellet planerades att bogseras genom Bosporen 2009 eller 2010.
[uppföljning saknas]
OCCT-processen utvecklades ursprungligen för marinens smygfartyg (däribland korvetter av Visbyklassen) vid Kockums varv i Karlskrona och utgjorde en militär hemlighet. Efter att uppfinningen avhemligades 2002, har Oceanic-Creations AB börjat utforska andra marknader. OCCT-processen är inte patenterad, utan bevaras som företagshemlighet med en 20-årig licens från Kockums. Motsvarande 6,5 miljoner dollar har investerats i bolaget.